# 潼川郡
潼川郡，中国南北朝时设置的郡。
西魏废帝二年（553年）置，治所在今四川省梓潼县。辖境相当今四川省梓潼县地。属潼州。隋朝开皇三年（583年）废。 